# Wenche Myhre
Wenche Myhre, ook wel Wencke Myhre, (Oslo, 15 februari 1947) is sinds de jaren zestig een succesrijke Noorse schlagerzangeres met hits in het Noors, Duits en Zweeds.

## Loopbaan
Nadat Myhre in 1960 een talentenwedstrijd in Oslo won, kreeg ze van liedjesschrijver Arne Bendiksen een platencontract.
In 1963 maakte ze haar televisiedebuut in de film Elskere. Sindsdien staat ze steeds in de spotlights. Voor haar lied Gi meg en Cowboy till mann (dat eerst door Gitte gezongen werd in het Duits, Ich will 'nen Cowboy als Mann) onder begeleiding van Horst Wende en zijn studio/sessie muzikanten kreeg ze haar eerste gouden plaat.
In 1964 was Myhre de drijfveer achter een inzamelingsactie waarvan de opbrengst naar een kinderziekenhuis in de Gazastrook zou gaan. Hier leerde ze haar eerste man kennen, Torben Friis-Møller. Met hem heeft ze drie kinderen: Kim (1971), Dan (1973) en Fam (1975).

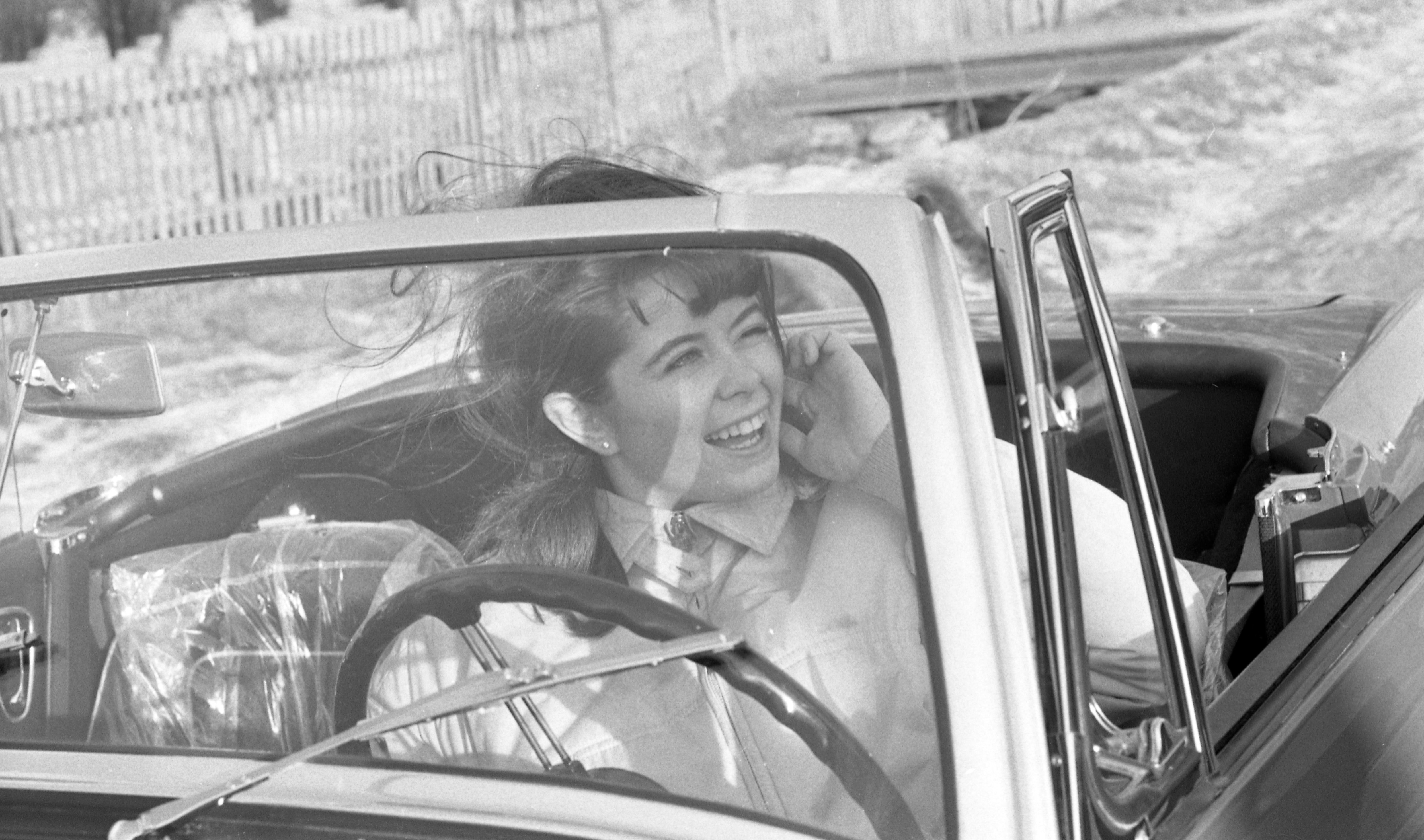
Myhre in 1965

Voor het wereldkampioenschap skiën in 1966 zong ze het lied Vinter og sne. Datzelfde jaar won ze het Schlagerfestival met Beiß nicht gleich in jeden Apfel. Hiermee had ze eindelijk haar doorbraak op de Duitse markt, nadat ze een jaar eerder met Sprich nicht drüber als tweede was geëindigd. Er volgden nog hits en in 1968 vertegenwoordigde ze West-Duitsland op het Eurovisiesongfestival met Ein Hoch der Liebe, waarmee ze op de zesde plaats eindigde. Eind jaren 60 behoorde ze tot de absolute topartiesten en tieneridolen in Duitsland. Ze won vier Bravo-Otto's (1966: brons, 1967: goud, 1968: goud, 1969: zilver). Ze kwam veel op de Duitse televisie en trad op met andere grootheden als Udo Jürgens en Peter Alexander. In 1970 had ze een bescheiden hit met Er hat ein knallrotes Gummiboot, dat later wel uitgroeide tot een carnavalsklassieker.
In 1974 kreeg ze een eigen televisieprogramma. In 1980 trouwde ze voor de tweede maal, dit keer met de succesvolle Duitse regisseur Michael Pfleghar. Twee jaar later kreeg ze met hem haar vierde kind, Michael. Pfleghar pleegde in 1991 zelfmoord. Een jaar later nam Myhre opnieuw deel aan de Melodi Grand Prix in haar thuisland, maar werd daar derde.
Myhre woont in een dorpje dicht bij Oslo en ze treedt nog regelmatig op. In 2004 begon ze een show met twee andere Scandinavische schlagersterren: Gitte Hænning en Siw Malmkvist. Ze trokken door heel Duitsland.
In 2009 deed Myhre in Noorwegen opnieuw een gooi naar het Songfestival. Haar lied Alt Har En Mening Nå bleef echter steken in de voorronde.
Discografie

### Singles
- 1964: Ja ich weiß wen ich will/ Hey, kennt ihr schon meinen Peter
- 1965: Geht ein Boy vorbei
- 1965: Alle Mädchen träumen gern
- 1965: Sprich nicht drüber
- 1966: Weißes Tuch im blauen Jackett
- 1966: Beiß nicht gleich in jeden Apfel
- 1967: Einsamer Boy / Wer hat ihn geseh'n
- 1967: Komm allein
- 1967: Alle Männer alle
- 1968: Ein Hoch der Liebe
- 1968: Flower Power Kleid
- 1968: Die Liebe im allgemeinen
- 1969: Abendstunde hat Gold im Munde
- 1969: Er steht im Tor
- 1970: Wo hast du denn die schönen blauen Augen her
- 1970: Er hat ein knallrotes Gummiboot
- 1970: So eine Liebe gibt es einmal nur
- 1970: Der Mann auf dem Zehnmarkschein
- 1971: Kasimir
- 1972: Ich könnte ohne die Liebe nicht leben
- 1972: Das beste Pferd im Stall
- 1973: Baden mit und ohne
- 1974: Reden ist silber - Küssen ist Gold
- 1975: Erst beim Tango werd ich richtig munter
- 1976: Das wär John nie passiert
- 1976: Ein Sonntag im Bett
- 1977: Viva Maria
- 1977: Jemand wartet auf dich (Bernard und Bianca)
- 1977: Eine Mark für Charly
- 1978: Breite unsere Decke aus
- 1978: Lass mein Knie Joe
- 1979: Verschenkter Sommer
- 1980: Die Nacht in der ich mich verlor
- 1981: Oh no no
- 1981: Böse Buben
- 1983: Wir beide gegen den Wind
- 1983: In San Marino
- 1985: Keep Smiling
- 1985: Die Nacht als der Himmel Feuer fing
- 1993: Wenn Gott eine Frau wär
- 1994: Vergeben vergessen
- 1995: Wo bleibt die Zärtlichkeit
- 2004: Willst du immer noch mit mir ausgeh'n
- 2005: Manchmal wein ich heimlich
- 2004: Der Wind schreibt Lieder
- 2008: Wir leben (live in het Gewandhaus Leipzig)
- 2010: Eingeliebt, ausgeliebt
- 2010: Dein Herz, mein Herz
- 2010: Diese Welt ist so schön
- 2011: Wir haben uns

### Albums

#### Studioalbums
- 1966: Wencke Myhre
- 1969: Abendstunde hat Gold im Munde
- 1971: Ra-Ta-Ta
- 1972: Ich könnte ohne die Liebe nicht leben
- 1974: Das ist meine Welt
- 1977: 77
- 1978: Album
- 1979: So bin ich
- 1980: Leben
- 1994: Und ich will Liebe
- 1996: Wenckes Weihnachten – Wencke Myhre
- 2002: Viva la Diva
- 2005: Let’s Swing – Stars im Big-Band-Sound – Simone, Karel Gott, Wencke Myhre, Semino Rossi, Francine Jordi + SWR Big Band
- 2010: Eingeliebt – ausgeliebt

#### Livealbums
- 2005: Gitte, Wencke, Siw – Die Show – Wencke Myhre, Gitte Haenning, Siw Malmkvist
- 2009: Live 2008 – Wencke Myhre

#### Compilaties
- 1971: Unsere Pauker geh’n in die Luft – Chris Roberts + Wencke Myhre
- 1971: Happy Wencke
- 1976: Das wär’ John nie passiert
- 2003: Ein Hoch der Liebe (2cd)
- 2008: Ihre großen Erfolge

## Publicaties in Noorwegen

### Albums
- 1963: Wenche Myhre
- 1964: La meg være ung
- 1967: Love A Go-Go
- 1983: Vi lever
- 1991: Wenches jul
- 1997: Wenches beste 1960-97
- 2001: Du og jeg og vi to

### Singles
- 1963: Tenk så deilig det skal bli
- 1963: Ei snerten snelle
- 1963: Bli med ut og fisk
- 1963: Gi meg en cowboy til mann
- 1964: Jeg går på skole
- 1964: La meg være ung
- 1964: Jeg vet hva jeg vil
- 1964: Jeg marsjerer ved din side
- 1965: Å-å-å sheriff
- 1967: Love a’ Gogo
- 1972: Jeg og du og vi to

## Filmografie
- 1963: Elskere
- 1970: Unsere Pauker gehen in die Luft
- 1979: Wencke, Udo und der blaue Diamant
- 1992: Das Traumschiff: Norwegen
- 2009: Ein Mann, ein Fjord!
- 2019: Weihnachten im Schnee
- 2020: Asphalt Burning
- 2021: Rote Rosen (gastster als Tante Jonna in 10 afleveringen)

1956: Freddy Quinn + Walter Andreas Schwarz · 
1957: Margot Hielscher · 
1958: Margot Hielscher · 
1959: Alice & Ellen Kessler · 
1960: Wyn Hoop · 
1961: Lale Andersen · 
1962: Conny Froboess · 
1963: Heidi Brühl · 
1964: Nora Nova · 
1965: Ulla Wiesner · 
1966: Margot Eskens · 
1967: Inge Brück · 
1968: Wenche Myhre · 
1969: Siw Malmkvist · 
1970: Katja Ebstein · 
1971: Katja Ebstein · 
1972: Mary Roos · 
1973: Gitte · 
1974: Cindy & Bert · 
1975: Joy Fleming · 
1976: Les Humphries Singers · 
1977: Silver Convention · 
1978: Ireen Sheer · 
1979: Dschinghis Khan · 
1980: Katja Ebstein · 
1981: Lena Valaitis · 
1982: Nicole · 
1983: Hoffmann & Hoffmann · 
1984: Mary Roos · 
1985: Wind · 
1986: Ingrid Peters · 
1987: Wind · 
1988: Maxi & Chris Garden · 
1989: Nino de Angelo · 
1990: Chris Kempers & Daniel Kovac · 
1991: Atlantis 2000 · 
1992: Wind · 
1993: Münchener Freiheit · 
1994: Mekado · 
1995: Stone & Stone · 
1997: Bianca Shomburg · 
1998: Guildo Horn & Die Orthopädischen Strümpfe · 
1999: Sürpriz · 
2000: Stefan Raab · 
2001: Michelle · 
2002: Corinna May · 
2003: Lou · 
2004: Max · 
2005: Gracia · 
2006: Texas Lightning · 
2007: Roger Cicero · 
2008: No Angels · 
2009: Alex Swings Oscar Sings · 
2010: Lena Meyer-Landrut · 
2011: Lena Meyer-Landrut · 
2012: Roman Lob · 
2013: Cascada · 
2014: Elaiza · 
2015: Ann Sophie · 
2016: Jamie-Lee Kriewitz · 
2017: Levina · 
2018: Michael Schulte · 
2019: S!sters · 
2021: Jendrik Sigwart · 
2022: Malik Harris · 
2023: Lord of the Lost · 
2024: Isaak · 
2025: Abor & Tynna
- Bibsys: 90624155
- Gemeinsame Normdatei: 134469925
- International Standard Name Identifier: 0000 0000 5115 3227
- Library of Congress Control Number: no2007068149
- MusicBrainz: 35b4a8bd-af9c-473c-97f6-a08ede409133
- LIBRIS: 271176
- Virtual International Authority File: 31776303
- WorldCat: E39PBJbCTD4tyD6XbXMvFX4pfq